# Ljudsyntes
Ljudsyntes är att med synthesizer eller på annat sätt återskapa, eller nyskapa, ljud. Används flitigt inom bland annat elektronisk musik, synthpop och synthmusik.

## Syntesmetoder

### Subtraktiv
Subtraktiv ljudsyntes är där en eller ett fåtal harmoniskt rika vågformer skickas genom ett system av filter för att skapa det ljud som eftersträvas. Används av till exempel Mini Moog.

### Additiv
Additiv ljudsyntes är en metod där ljudet byggs upp av flera vågformer som var för sig har få övertoner. Summan, som då blir rikare på övertoner, är den klangfärg som eftersträvas. Denna metod används till exempel av PPG Wave.

### FM-syntes
FM-syntes är där frekvensmodulation används för att skapa ljud. En eller flera vågformer frekvensmoduleras med en eller flera andra vågformer för att skapa ett varierande frekvensspektrum. Används till exempel av Yamaha DX-7.

### Phase Distortion
Phase Distorion eller PD-syntes är en variant på FM-syntes där fasmodulation används på nästan samma sätt som frekvensmodulation. Används av till exempel Casio CZ-1000.

### Vektorsyntes
Är en form av subtraktiv syntes där den harmoniskt rika vågformen är en kombination av fler parallella vågformer som varierar i volym och tonhöjd enligt ett system av vektorer. Används av till exempel SCI Prophet-VS och Korg Wavestation.